# Chinesisches Patentamt
Das Chinesische Patentamt (chinesisch 国家知识产权局, Pinyin Guójiā Zhīshìchǎnquán Jú, englisch China National Intellectual Property Administration – „Chinesische Nationale Verwaltung für Geistiges Eigentum“, CNIPA) ist das Patentamt der Volksrepublik China. Es wurde 1980 unter dem Namen Patent Office of the People's Republic of China gegründet und später als SIPO – State Intellectual Property Office bezeichnet. Durch Umfirmierung im Jahr 2018 wurde der Name in CNIPA geändert.